# Viggianello (Francja)
Viggianello, kors. Vighjaneddu – miejscowość i gmina we Francji, w regionie Korsyka, w departamencie Korsyka Południowa.
Według danych na rok 1990 gminę zamieszkiwało 365 osób, a gęstość zaludnienia wynosiła 21 osób/km².